# Walter Rosenblum
Pour les articles homonymes, voir Rosenblum.
Walter Rosenblum (1er octobre 1919-23 janvier 2006) est un photographe américain.

## Biographie
Rosenblum eut une carrière de photographe d'un demi-siècle. Il débuta à 17 ans, lorsqu'il rejoignit la Photo League
où il rencontra Lewis Hine et étudia avec Paul Strand.
Photographe de l'armée américaine pendant la Deuxième Guerre mondiale, Rosenblum débarqua en Normandie au matin du 6 juin 1944, ce qui lui permit de prendre, à l'instar de Robert Capa, des clichés du Jour J. Il traversa la France, l'Allemagne et l'Autriche et fut le premier à filmer le camp de concentration de Dachau.

## Collections
Les œuvres de Walter Rosenblum sont présentes dans plus de 40 collections internationales, parmi lesquelles :
- MoMA, New York
- Getty Center, Los Angeles
- Bibliothèque du Congrès, Washington D.C.
- Bibliothèque nationale de France, Paris

## Décorations et récompenses
- Silver Star
- Bronze Star
- cinq battle stars
- Purple Heart
- Presidential Unit Citation
- Solomon F. Guggenheim Fellowship
- Médaille du Centre Simon Weisenthal, 1981
- Chevalier de la Légion d'honneur, 1995
- Prix pour l'œuvre d'une vie, 1998, Infinity Awards